# Jesse Owens
James Cleveland (Jesse) Owens (Oakville, Alabama, 12 september 1913 – Tucson, 31 maart 1980) was een Amerikaanse atleet, die vier gouden medailles won bij de Olympische Spelen van 1936 in Berlijn.

## Biografie

### Als zevenjarige aan het werk
Owens was de zoon van Henry en Emma Owens en was de zevende van in totaal elf kinderen. Zijn vader, de zoon van een slaaf, werkte op een katoenplantage. Op zevenjarige leeftijd moest ook Jesse gaan werken. Twee jaar later verhuisde het gezin naar Cleveland. Zijn bijnaam Jesse kreeg hij van een leraar op de lagere school, die hem verkeerd verstond toen hij als zijn naam J.C. Owens opgaf.
Hij werd ontdekt door zijn turnleraar Charles Riley. Riley bood de jonge Jesse Owens aan om hem te trainen, maar dat bleek eerst onmogelijk, omdat Jesse moest bijklussen bij een kruidenier voor zijn ouders. Riley bood aan om 's ochtends te trainen en Jesse ging akkoord.
De knaap bleek een wonderkind te zijn en vele universiteiten probeerden hem in te lijven. Uiteindelijk koos hij voor de Staatsuniversiteit van Ohio. Toch kreeg hij hier te maken met racisme, dat hem dwong in 'zwarte' gelegenheden te eten en te slapen. Hij kreeg ook geen beurs, dus bleef hij bijklussen bij de kruidenier.

### Zes wereldrecords in 45 minuten
Volgens Amerikaanse atletiekkenners leverde Owens zijn indrukwekkendste prestatie in 1935. Tijdens een wedstrijd in de Big Ten Championships in Ann Arbor verbeterde hij binnen 45 minuten op vier atletieknummers in totaal zes wereldrecords; bij het verspringen en op drie loopnummers, de 100 en 220 yd (tevens een WR voor de 200 m) en de 220 yd horden (tevens een WR voor de 200 m horden). Zijn wereldrecord verspringen zou 25 jaar niet verbeterd worden. In 1936 verbeterde hij het wereldrecord op de 100 m tot 10,2. Het zou twintig jaar duren voor zijn record opnieuw werd gebroken.

### OS in Berlijn: viermaal goud
Owens mocht naar de Olympische Spelen van 1936 in Berlijn. Adolf Hitler greep deze Spelen aan als propagandamiddel voor zijn nationaalsocialistische politiek. De nadruk werd gelegd op prestaties van de zogenoemde arische sporters, die als übermenschen werden gezien. In dit verband moet dan ook het 'sprookje' worden gezien, dat Hitler geweigerd zou hebben Owens in het bijzonder de hand te schudden na diens overwinning op de 100 meter sprint. In werkelijkheid schudde Hitler op de eerste dag van de Spelen slechts de hand van de Duitse winnaars. Toen hem vanuit de organisatie van de Spelen het verzoek bereikte om óf alle winnaars de hand te schudden, óf geen een, koos Hitler voor het laatste. Weliswaar had Hitler inderdaad voortijdig het stadion verlaten, maar het was derhalve nooit de bedoeling geweest dat hij de winnaars zou feliciteren. Owens zelf merkte hierover op: "Ik werd niet uitgenodigd om Hitler de hand te schudden, maar ik werd ook niet uitgenodigd op het Witte Huis om de president de hand te schudden."
Jesse Owens won in Berlijn goud op de 100 m, de 200 m, het verspringen en met de 4 × 100 m-estafetteploeg. Aanvankelijk had hij geen negatieve indruk van het regime in nazi-Duitsland: hij mocht er gaan en staan waar hij wilde, terwijl hij terug in de Verenigde Staten weer achter in de bus moest zitten. Zelfs na zijn triomfantelijke ticker-tape parade in New York moest hij de goederenlift van het Waldorf-Astoria Hotel gebruiken om zijn eigen erereceptie bij te kunnen wonen.

### Het leven na de Spelen
Na Berlijn veranderde het leven van Jesse Owens drastisch. De Amerikaanse Atletiekfederatie onder leiding van Avery Brundage eiste namelijk van hem dat hij deelnam aan meetings in Duitsland, Engeland en Zweden. Hij liep in zeven dagen tien races, nog afgezien van het aantal vertesprongen. Hij vermagerde zienderogen en liep psychisch en emotioneel op zijn tandvlees. De AAU wilde echter van geen wijken weten, want Owens was bijzonder veel geld waard, al merkte hij daar voor zichzelf niets van — hij streed immers volgens de olympische eed. Toen Owens ten slotte, totaal vermoeid als hij was, weigerde mee te gaan naar Stockholm, deed de AAU hem ogenblikkelijk in de ban: er volgde automatisch een schorsing. Terwijl hij deze uitsluiting aanvocht, oefende hij bij de legendarische filmacteur-tapdanser Bill (Bojangles) Robinson. Ook werd hij intussen uitgeroepen tot Amerikaans atleet van het jaar. De AAU hield echter voet bij stuk en bevestigde haar eigen vonnis. Er zat voor Owens niets anders op dan zijn talent te gelde te maken. En zo werd hij een bezienswaardigheid tijdens evenementen en in de pauze van baseballwedstrijden. Hij sprintte voor grof geld tegen paarden, honden, treinen, ijsschaatssters en baseballspelers.

### Schulden door faillissement
Naast deze nogal uitzonderlijke, vernederende vorm van geld verdienen zocht hij ook naar een wat meer reguliere manier. Een van zijn eerste banen was instructeur van een gokpaleis, waar hij 130 dollar per maand verdiende. Daarna stapte hij in het zakenleven. Te goeder trouw leende Owens zijn naam en financiële verantwoordelijkheid aan een keten van filialen van een kledingreinigingsbedrijf. Toen dit failliet ging, zat Owens met een forse schuld van 114.000 dollar opgescheept.

### Kosmopoliet
Na de oorlog ging het in financieel opzicht beter met hem. Hij startte in 1950 een publicrelationsbureau en trok vele sponsors aan. Voor deze sponsors ontwikkelde hij zich tot een soort van entertainer. Later evolueerde hij tot een kosmopoliet, die overal de Amerikaanse waarden van vrijheid en democratie uitdroeg. Bij de vijftiende verjaardag van de Spelen van Berlijn, op 15 augustus 1951, werd hij in het Olympisch Stadion door 75 duizend Duitsers als een held ontvangen. Burgemeester Walther Schreiber sprak bij die gelegenheid de historische woorden: 'In 1936 weigerde Hitler je de hand te schudden. Vandaag zal ik dat rechtzetten door ze allebei vast te nemen en in de lucht te houden.'
In 1976 werd hij door president Ford onderscheiden met de Medal of Freedom, een van de hoogste Amerikaanse onderscheidingen. Vier jaar later overleed hij, op 66-jarige leeftijd, aan de gevolgen van kanker. In 2012 werd hij opgenomen in de IAAF Hall of Fame.

### Privéleven en gezin
Owens en Minnie Ruth Solomon ontmoetten elkaar op de Fairmount Junior High School in Cleveland toen hij vijftien jaar oud was en zij dertien. Ze hadden gedurende de gehele schooltijd verkering met elkaar en Ruth beviel in 1932 van hun eerste dochter, Gloria. Zij trouwden in 1935 en kregen nog twee dochters: Marlene (geboren in 1937) en Beverly (geboren in 1940).
Owens' levensverhaal is te lezen in The Jesse Owens Story, dat in 1984 onder dezelfde naam werd verfilmd.

## Titels
- Olympisch kampioen 100 m - 1936
- Olympisch kampioen 200 m - 1936
- Olympisch kampioen verspringen - 1936
- Olympisch kampioen 4 × 100 m - 1936
- Amerikaans kampioen 100 m - 1936
- Amerikaans kampioen verspringen - 1933, 1934, 1936
- Amerikaans indoorkampioen verspringen - 1934, 1935
- NCAA-kampioen 100 m - 1942, 1943
- NCAA-kampioen 200 m - 1941, 1942
- NCAA-kampioen 220 yd horden - 1935, 1936
- NCAA-kampioen verspringen - 1941, 1942

## Persoonlijke records
| Onderdeel   | Prestatie      | Datum           | Plaats    |
| ----------- | -------------- | --------------- | --------- |
| 100 m       | 10,2 s (ex-WR) | 20 juli 1936    | Chicago   |
| 200 m       | 20,7 s (ex-WR) | 5 augustus 1936 | Berlijn   |
| verspringen | 8,13 m (ex-WR) | 25 mei 1935     | Ann Arbor |

## Palmares

### 100 m
- 1936:  OS - 10,3 s (wind)

### 200 m
- 1936:  OS - 20,7 s

### verspringen
- 1936:  OS - 8,06 m

### 4 × 100 m
- 1936:  OS - 39,8 s

## Onderscheidingen
- 1936: Associated Press Athlete of the Year
- 1976: Presidential Medal of Freedom
- 1990: Congressional Gold Medal (postuum)
- 2012: IAAF Hall of Fame (postuum)

1896: Thomas Burke ·
1900: Francis Jarvis ·
1904: Archie Hahn ·
1908: Reggie Walker ·
1912: Ralph Craig ·
1920: Charley Paddock ·
1924: Harold Abrahams ·
1928: Percy Williams ·
1932: Eddie Tolan ·
1936: Jesse Owens ·
1948: Harrison Dillard ·
1952: Lindy Remigino ·
1956: Bobby Morrow ·
1960: Armin Hary ·
1964: Bob Hayes ·
1968: Jim Hines ·
1972: Valeri Borzov ·
1976: Hasely Crawford ·
1980: Allan Wells ·
1984: Carl Lewis ·
1988: Carl Lewis ·
1992: Linford Christie ·
1996: Donovan Bailey ·
2000: Maurice Green ·
2004: Justin Gatlin ·
2008: Usain Bolt ·
2012: Usain Bolt ·
2016: Usain Bolt ·
2020: Marcell Jacobs ·
2024: Noah Lyles
1900: John Tewksbury ·
1904: Archie Hahn ·
1908: Bobby Kerr ·
1912: Ralph Craig ·
1920: Allen Woodring ·
1924: Jackson Scholz ·
1928: Percy Williams ·
1932: Eddie Tolan ·
1936: Jesse Owens ·
1948: Mel Patton ·
1952: Andy Stanfield ·
1956: Bobby Morrow ·
1960: Livio Berruti ·
1964: Henry Carr ·
1968: Tommie Smith ·
1972: Valeri Borzov ·
1976: Don Quarrie ·
1980: Pietro Mennea ·
1984: Carl Lewis ·
1988: Joe DeLoach ·
1992: Mike Marsh ·
1996: Michael Johnson ·
2000: Konstantinos Kenteris ·
2004: Shawn Crawford ·
2008: Usain Bolt ·
2012: Usain Bolt ·
2016: Usain Bolt ·
2020: Andre De Grasse ·
2024: Letsile Tebogo
1896: Ellery Clark ·
1900: Alvin Kraenzlein ·
1904: Meyer Prinstein ·
1908: Frank Irons ·
1912: Albert Gutterson ·
1920: William Petersson ·
1924: William DeHart Hubbard ·
1928: Ed Hamm ·
1932: Ed Gordon ·
1936: Jesse Owens ·
1948: Willie Steele ·
1952: Jerome Biffle ·
1956: Greg Bell ·
1960: Ralph Boston ·
1964: Lynn Davies ·
1968: Bob Beamon ·
1972: Randy Williams ·
1976: Arnie Robinson ·
1980: Lutz Dombrowski ·
1984: Carl Lewis ·
1988: Carl Lewis ·
1992: Carl Lewis ·
1996: Carl Lewis ·
2000: Iván Pedroso ·
2004: Dwight Phillips ·
2008: Irving Saladino ·
2012: Greg Rutherford ·
2016: Jeff Henderson ·
2020: Miltiadis Tentoglou ·
2024: Miltiadis Tentoglou
1912: Jacobs, Macintosh, d'Arcy, Applegarth ·
1920: Paddock, Scholz, Murchison, Kirksey ·
1924: Clarke, Hussey, Leconey, Murchison ·
1928: Wykoff, Quinn, Borah, Russell ·
1932: Kiesel, Toppino, Dyer, Wykoff ·
1936: Owens, Metcalfe, Draper, Wykoff ·
1948: Ewell, Wright, Dillard, Patton ·
1952: Smith, Dillard, Remigino, Stanfield ·
1956: Murchison, King, Baker, Morrow ·
1960: Cullmann, Hary, Mahlendorf, Lauer ·
1964: Drayton, Ashworth, Stebbins, Hayes ·
1968: Greene, Pender, Smith, Hines ·
1972: Black, Taylor, Tinker, Hart ·
1976: Glance, Jones, Hampton, Riddick ·
1980: Moeravjov, Sidorov, Prokofjev, Aksinin ·
1984: Graddy, Brown, Smith, Lewis ·
1988: Bryzgin, Krylov, Moeravjov, Savin ·
1992: Marsh, Burrell, Mitchell, Lewis ·
1996: Esmie, Gilbert, Surin, Bailey ·
2000: Drummond, Williams, Lewis, Greene ·
2004: Gardener, Campbell, Devonish, Lewis-Francis ·
2008: Bledman, Burns, Callender, Thompson ·
2012: Carter, Frater, Blake, Bolt ·
2016: Powell, Blake, Ashmeade, Bolt ·
2020: Desalu, Jacobs, Patta, Tortu ·
2024: Brown, Blake, Rodney, De Grasse
- Bibsys: 1591770506802
- Biblioteca Nacional de España: XX5707299
- Bibliothèque nationale de France: cb170796968 (data)
- Gemeinsame Normdatei: 118738917
- World Athletics: 14343816
- International Standard Name Identifier: 0000 0003 6841 2995
- Library of Congress Control Number: n50049951
- National Archives and Records Administration: 10582779
- National Central Library: 014634555
- Nationale Bibliotheek van Tsjechië: xx0055727
- Nationale bibliotheek van Australië: 35404254
- Nationale Bibliotheek van Israël: 987007459266305171
- Nationale Bibliotheek van Polen: a0000001747141
- Nederlandse Thesaurus van Auteursnamen: 072554800
- ORCID: 0000-0003-4741-9661
- Istituto Centrale per il Catalogo Unico: DDSV076919
- SNAC: w6qs5q2r
- Système universitaire de documentation: 181837358
- Semantic Scholar: 2056137617
- Trove: 940777
- Virtual International Authority File: 15564829
- WorldCat: E39PBJkXvtpYhDFJpxQBkpjBfq